# 佐川城
佐川城（日语：／ Sakawa-jō *）是位在高知縣高岡郡佐川町的一座城。

## 概要
佐川城為長宗我部元親的家臣久武親直所建造。當初，親直被指派為松尾城的城主，但城內水源匱乏，因此在對向的山上建築佐川城，將居城轉至佐川城。關原之戰後，山內一豐分封於土佐國，接收長宗我部家舊領，其家臣深尾重良擔任城主之職。後因江戶幕府發佈一國一城令而遭廢城。現在山腰部分整備成「牧野公園」，且具到山頂本丸遺跡的登山走道。另外在北邊的山腳處，有深尾氏的菩提寺──青源寺。
由石垣的堆砌方式可得知是以「算木積」工法堆疊

，其工法在關原之戰後逐漸被使用，因此可知深尾氏曾將佐川城進行改修，增固城牆的防護功能。

## 交通
電車
- 由JR四國土讚線佐川站下車後，徒步約20分。

汽車
- 由高知自動車道須崎東交流道（日语：須崎東インターチェンジ）下交流道後，沿國道494號行駛約25分。

## 備註
1. 1 2  山本大 (编). . 日本: 平凡社. 1983. ISBN 4582490409 （日语）.
2. ↑  .   [2022-01-15]. （原始内容存档于2022-01-15）.

## 外部連結
- 牧野公園 | 高知県の観光情報ガイド「よさこいネット」 （页面存档备份，存于）
- 青源寺 | 高知県の観光情報ガイド「よさこいネット」 （页面存档备份，存于）